# Lagny-le-Sec
Lagny-le-Sec é uma comuna francesa na região administrativa de Altos da França, no departamento de Oise. Estende-se por uma área de 11,23 km². Em 2010 a comuna tinha 2 111 habitantes (densidade: 188 hab./km²).